# Cal Pere (Vidreres)
Cal Pere és un edifici del municipi de Vidreres (Selva) que forma part de l'Inventari del Patrimoni Arquitectònic de Catalunya.

## Descripció
És un immoble de tres plantes, amb dues faixes o franges horitzontals d'estuc que subdivideixen l'espai físic en tres sectors estrictes, com són: en primer lloc, la planta baixa, la qual recull tres obertures, el portal d'accés i dues finestres, emmarcades les per muntants de pedra. En segon lloc, el primer pis, contempla tres obertures: la central, rectangular, emmarcada per unes fines motllures d'estuc, amb l'ampit treballat, sostentat per unes petites mènsoles. Flanquejada per dues grans obertures rectangulars de grans dimensions de similar tipologia: emmarcades per unes fines motllures d'estuc, projectades com a balcó amb la barana de ferro forjat i sostentades per unes mènsoles de temàtica o iconografia antropomòrfica.
En el segon pis, es torna a reproduir la mateixa solució compositiva, usant el mateix lèxic imperant i present en el pis anterior. Ara bé, l'únic en què es diferencien ambdós pisos és, per una banda, la mida sensiblement menor de les tres obertures d'aquest segon pis. Mentre que per l'altra, les mènsoles que sostenten les dues balconades d'aquest segon pis, són de format diferent. Finalment, cal apuntar, que l'edifici es troba cobert amb una teulada a dues aigües.